# Maurizio Migliavacca
Maurizio Migliavacca (n. 5 aprilie 1951, Fiorenzuola d'Arda, Emilia-Romagna, Italia) este un politician italian.